# Sprawy nauki
Sprawy Nauki – ogólnopolski, niezależny miesięcznik publicystyczno-informacyjny traktujący o nauce w Polsce, polityce naukowej, organizacji i finansowaniu badań, związkach nauki z gospodarką, ze sztuką oraz popularyzujący osiągnięcia polskich uczonych i ośrodków naukowych. Pełni też rolę forum dyskusyjnego dla środowiska naukowego w Polsce. Skierowany głównie do placówek naukowych oraz środowisk opiniotwórczych.
Wydawca – Wydawnictwo ALEMA Jerzy Świątek ISSN 1897-5569
Redaktor naczelna – Anna Leszkowska